# Стребулаев, Илья Алексеевич
Илья Алексеевич Стребулаев (англ. Ilya A. Strebulaev; род. 17 мая 1975, Москва, РСФСР, СССР) — российский и американский экономист, эксперт в области корпоративных финансов и венчурных капиталов. Профессор прямых инвестиций (The David S. Lobel Professor of Private Equity) и профессор финансов (Professor of Finance) Высшей школы бизнеса Стэнфордского университета. Доктор философии (PhD) по финансам.

## Биография
Илья Стребулаев родился в Москве, учился в математической школе. В 1997 году окончил экономический факультет Московского государственного университета, а в 1999 году магистратуру в Российской экономической школе. В марте 2004 года в Лондонской школе бизнеса под руководством профессора Стивена Шефера (англ. Stephen Schaefer) защитил диссертацию на тему «Essays in financial economics» и получил степень PhD in Finance.
С 2004 года преподает в Высшей школе бизнеса Стэнфордского университета, с 2014 года — профессор. Преподает по программам MBA, MSx, PhD и Executive Education. Разработал курс по ангельскому и венчурному финасированию и принятию решений. Основатель организации Venture Capital Initiative, которая собирает и анализирует информацию о стартапах, чтобы выяснить как на самом деле работает мир венчурного капитала. С 2010 года научный сотрудник Национального бюро экономических исследований.
В 2018—2022 годах — независимый неисполнительный директор Совета директоров «Яндекса». С 2016 года — член Экспертного совета ВЭБ.РФ. Член Международного комитета советников Российской экономической школы.
Илья Стребулаев является экспертом в области корпоративных финансов, венчурного и ангельского капитала, финансирования инноваций, корпоративных инноваций и принятия финансовых решений. Известен своими исследованиями по венчурному инвестированию, в частности изучением стартапов-«единорогов». Его работы были широко опубликованы в ведущих научных журналах, включая The Journal of Finance, The Review of Financial Studies и Journal of Financial Economics.

## Семья
Жена — Анна Дворникова, управляющий партнер инвестиционного венчурного фонда TEC Ventures, президент бизнес-ассоциации AmBAR. Двое детей.

## Награды и признание
- 2007 — Brattle Prize от The Journal of Finance[англ.] за работу «Do Tests of Capital Structure Theory Mean What They Say?»[7].
- 2011 — Fama–DFA Prize[англ.] от Journal of Financial Economics за работу «Corporate bond default risk: A 150-year perspective»[8].

## Избранные публикации
- Do Tests of Capital Structure Theory Mean What They Say? (Ilya A. Strebulaev), The Journal of Finance, 62 (4), 1747—1787, August 2007.
- Corporate Bond Default Risk: A 150-Year Perspective (Kay Giesecke, Francis Longstaff[англ.], Stephen Schaefer, Ilya Strebulaev), Journal of Financial Economics, 102 (2), 233—250, November 2011.
- The Mystery of Zero-leverage Firms (Ilya A. Strebulaev, Baozhong Yang), Journal of Financial Economics, 109 (1), 1—23, July 2013.
- Поиграем в экономику! Эксперим. методы в экон. образовании : [Учеб.-метод пособие для учащихся и преподавателей общеобразоват. и высш. учеб. заведений]. — М. : Изд-во Междунар. пед. акад., 1997. — 207 с. : ил. ISBN 5-89411-003-3
- Илья Стребулаев, Алекс Данг Венчурное мышление. 9 принципов роста бизнеса в любых условиях : 9 принципов роста бизнеса в любых условиях = The Venture mindset. How to make smarter bets and achieve extraordinary growth. / Пер. с англ. М. Головкина и А. Карповой. — М.: МИФ, 2025. — 364, [3] с. — (Венчурное мышление) — ISBN 978-5-00214-874-5

### Интервью
- Успешные неудачники Стэнфорда: кто и как меняет мир венчура. Профессор финансов Илья Стребулаев на YouTube Tinkoff Private Talks (27 января 2022)
- Как живет профессор Стэнфорда. Разговор с Ильей Стребулаевым в Кремниевой Долине на YouTube Это Осетинская (Русские норм!) (март 2024)